# Естер Перель
Естер Перель (фр. Esther Perel) — бельгійська психотерапевтка, секс-терапевтка, письменниця та подкастерка. Відома насамперед дослідженням напругим між прагненням до надійності (кохання, зв'язок та близькість) та прагненням до свободи (еротичне бажання, пригоди та віддаленість) у людських стосунках.

## Біографія
Народилася 1958 року в Антверпені, Бельгія. Єврейка, дочка вцілілих під час Голокосту в Польщі. Навчалася в Єврейському університеті в Єрусалимі. 2006 року видала книгу «Розмноження в неволі: як примирити еротику та побут», яка перекладена 24 мовами світу. Після успіху книги Перель стала міжнародною консультанткою з питань сексу та стосунків. 10 жовтня 2017 року світ побачила ще одна її книга — «Скок у гречку: переосмислення подружніх зрад».
Час від часу Естер Перель виступає з промовами на конференції TED, де, зокрема, 2013 року говорила про «Секрет пристрасті в тривалих стосунках», а 2015 року зачепила тему подружніх зрад — «Змінюючи думку про невірність… промова для всіх, хто колись кохав».
Одружена з Джеком Саулем, має двох синів.

## Переклад українською
- Естер Перель. Скок у гречку: переосмислення подружніх зрад. — К. : BookChef, 2018. — 384 с. — ISBN 978-617-7559-27-5.